# Union Sportive Maubeugeoise Basket-Ball
El U.S. Maubeuge es un equipo de baloncesto francés con sede en la ciudad de Maubeuge, que compite en la NM2, la cuarta competición de su país. Disputa sus partidos en la  Salle Genaudet.

## Posiciones en liga
- 2012 - (NM3)
- 2013 - (14-NM2)
- 2014 - (NM3)?
- 2015 - (NM3)?
- 2016 - (NM3)?
- 2017 - (7-NM2)
- 2018 - (7-NM2)
- 2019 - (5-NM2)
- 2020 - (NM2)
- 2021 - (9-NM2)
- 2022 - (7-NM2)